# Gabriel Ciscar y Ciscar

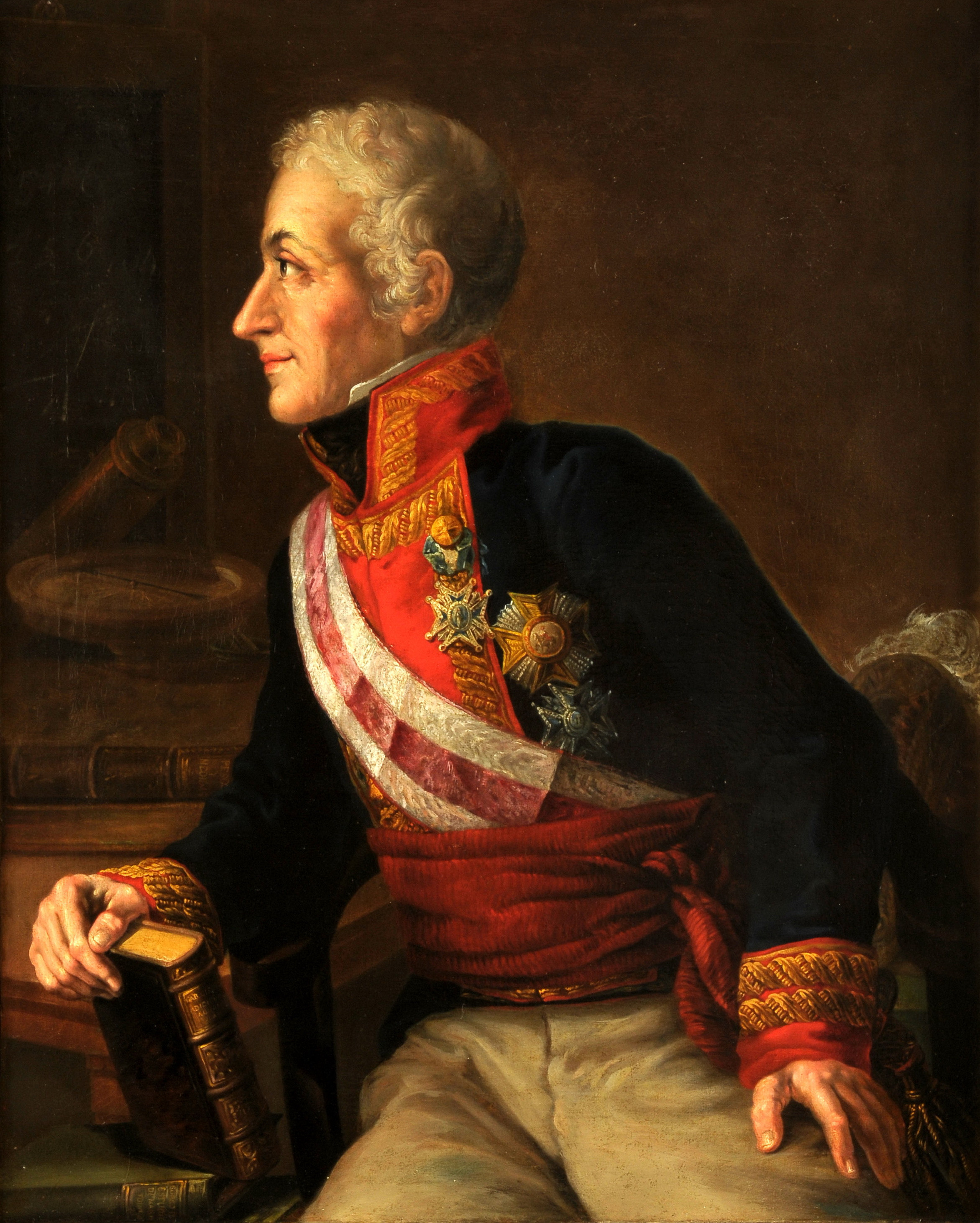
Gabriel Ciscar y Ciscar

Gabriel José Ciscar y Ciscar (* 16. März oder 17. März 1760 in Oliva bei Valencia, Spanien; † 12. August 1829 in Gibraltar) war ein spanischer Gelehrter und Marineoffizier, der im Befreiungskrieg gegen Napoleon und während des Trienio Liberal 1823 als spanischer Regent herrschte.

## Leben
Ciscar entstammte einer Gelehrtenfamilie aus Oliva; sein Onkel war Gregorio Mayans y Siscar. Gabriel besuchte die Escuela Pía in Valencia und begann mit vierzehn Jahren an der Universität Valencia ein Studium der Rechtswissenschaft.
1777 trat er als Seekadett in Cartagena (Spanien) in die Dienste der spanischen Marine. Er kam im Mittelmeer und auf dem Atlantik zum Einsatz. 1782 setzte er sein Studium an der Kadettenakademie von Cartagena fort. Er erwies sich als sehr begabt für Naturwissenschaft.
Bald unterrichtete er Navigation und Mathematik an der Kadettenakademie. Er heiratete im September 1787 in Cádiz Ana Agustina Berenguer de Marquina y Ansoategui, die Tochter von Félix Berenguer de Marquina, einem konservativen Lehrer an der Akademie, der später als Vizekönig von Neuspanien amtieren sollte.
1788 erhielt Gabriel Ciscar den Rang eines Leutnants zur See und stieg zum Leiter der Kadettenakademie auf. Er überarbeitete und erweiterte das Standardwerk der spanischen Marine zur Navigation auf See, Examen marítimo von Jorge Juan y Santacilia. 1792 stieg er zum Fregattenkapitän auf.
1796 reiste er nach Tripolis und berechnete dort den Längengrad mehrerer Punkte an der Südküste Sardiniens. 1798 ernannte man ihn zum Kapitän zur See und zum Befehlshaber der Artillerie von Cartagena und entsandte ihn gemeinsam mit Agustín de Pedrayes als Vertreter Spaniens nach Paris, wo die Grundeinheiten des metrischen Systems vereinbart werden sollten.
In Spanien trat er für die Verwendung der neuen einheitlichen Maße und Gewichte ein und schlug deren spanische Namen vor. Nach seiner Rückkehr wurde er Kommandant der Marine-Artillerie von Cádiz. 1805 stieg er zum Brigadegeneral auf und verantwortete die gesamte Artillerie der königlichen Marine. Er erhielt den Orden Karls III. und wurde im Februar 1808 zum Kapitän der Seekadettenkompanie von Cartagena ernannt.
1808 hielten die Franzosen unter Napoleon Bonaparte den frischgekrönten spanischen König Ferdinand VII. im Exil gefangen. Im  Befreiungskrieg gegen Napoleon organisierte zunächst die Junta Suprema Central den Widerstand und führte die Staatsgeschäfte. Nach Einberufung der Cortes von Cádiz sollte eine Regentschaft (Consejo de Regencia) die Exekutivaufgaben übernehmen.
Ciscar wurde Sprecher der Junta General Militar und Ende Dezember 1808 Sekretär des Obersten Kriegsrates in Sevilla. Er übernahm das Amt des Gouverneurs von Cartagena und Flottenkommandant. 1810 berief man ihn in den Staatsrat und ernannte ihn zum Marinevertreter. Ciscar wurde im Oktober 1810 von den Cortes gemeinsam mit Joaquín Blake y Joyes und Pedro Agar y Bustillo zum Regenten des spanischen Königreiches ernannt.
Die Regierungstätigkeit beschränkte sich wesentlich auf die Fortführung des Krieges mit Unterstützung Portugals und Englands. 1812 endete die Regentschaft. Nach der Verabschiedung der Verfassung von Cádiz amtierte er von 1813 bis 1814 erneut als Regent der Regencia provisional, diesmal gemeinsam mit Pedro Agar und dem Kardinal Luis María de Borbón y Vallabriga.
Bei Rückkehr des Königs Ferdinand aus dem Exil, dem Widerruf der Verfassung und der Wiederaufnahme einer absolutistischen Herrschaft wurde Ciscar sofort eingesperrt. Man hielt ihn zunächst in Murcia und Cartagena gefangen, ab 1815 durfte er in seiner Heimatstadt Oliva bleiben.
Im Zuge der liberalen Revolution des Trienio Liberal von 1820 kam er frei und wurde zum Generalleutnant erhoben. Man machte ihn zum Mitglied des Staatsrates in Madrid.
1823 drangen französische Truppen unter dem Herzog von Angoulême im Auftrag der Heiligen Allianz in Spanien ein, um die absolutistische Ordnung wiederzuerlangen. Im März 1823 verlegte das Parlament seinen Sitz nach Sevilla und setzte einen Regentschaftsrat ein, da der König unfähig sei, seine Aufgaben wahrzunehmen. Dieser Rat bestand aus Cayetano Valdés, Gaspar de Vigodet und Ciscar.
Als König Ferdinand mit Hilfe der französischen Armee Ende 1823 seine absolutistischen Rechte wiedererlangt hatte, wurde Ciscar zum Tode verurteilt und all seine Güter beschlagnahmt. Er floh ins britisch besetzte Gibraltar, wo ihm Herzog Wellington eine Pension gewährte.
Dort widmete er sich bis zu seinem Tod dem wissenschaftlichen Schreiben. Unter anderem verfasste er in Versform eine Poema físico-astronómico.
| Personendaten    | Personendaten                                   |
| ---------------- | ----------------------------------------------- |
| NAME             | Ciscar y Ciscar, Gabriel                        |
| ALTERNATIVNAMEN  | Císcar y Císcar, Gabriel José                   |
| KURZBESCHREIBUNG | spanischer Gelehrter, Marineoffizier und Regent |
| GEBURTSDATUM     | unsicher: 16. März 1760 oder 17. März 1760      |
| GEBURTSORT       | Oliva (Valencia), Spanien                       |
| STERBEDATUM      | 12. August 1829                                 |
| STERBEORT        | Gibraltar                                       |